# Remi Pollack
Remi W. Pollack (circa 1960/1961) is een Surinaams politicus. Hij was van 1999 tot 2014 voorzitter van de Nationale Partij Suriname (NPS) in het district Commewijne. Van 2014 tot zijn pensioen in 2019 was hij districtscommissaris van Commewijne en Paramaribo-Zuidwest. Medio 2014 stapte hij over naar de Nationale Democratische Partij (NDP) en in 2023 naar de Algemene Bevrijdings- en Ontwikkelingspartij (ABOP).

## Biografie
Pollack werd eind jaren 1970 op 18-jarige leeftijd lid van de NPS. In 1993 werd hij kernvoorzitter van zijn partij in Nieuw-Amsterdam en in 1999 voorzitter van het district Commewijne. Van beroep was hij hoofdinspecteur van Onderwijs.
In aanloop naar de verkiezingen van 2000 bracht hij aan landelijk partijvoorzitter Ronald Venetiaan over dat de achterban in Commewijne een eigen kandidaat had willen voordragen. Aanvankelijk luidde het partijadvies om de kandidaat van de KTPI te steunen. Een maand voor de verkiezingen kwam het partijbestuur daarop terug. De partijkernen kozen daarop een kandidaat, waaruit Pollack naar voren kwam. Tijdens de verkiezingen kreeg hij 780 kiezers achter zich. Tijdens de verkiezingen van 2005 deed hij opnieuw mee en kreeg hij met 2.127 stemmen 83 kiezers te weinig achter zich voor een zetel in De Nationale Assemblée. Ondanks de grote steun tijdens de verkiezingen, ging Venetiaan niet in op zijn wens om benoemd te worden tot districtscommissaris (dc) van Commewijne; Venetiaan was in die tijd ook president van Suriname. Tijdens de verkiezingen van 2010 werd hij opnieuw op nummer 3 van de lijst in Commewijne geplaatst. Dit bleek ander maal een onverkiesbare plaats te zijn toen hij met 1.900 stemmen geen zetel in DNA wist te bemachtigen.
Nadat Pertjajah Luhur (PL) in 2014 uit de regeringscoalitie werd gezet, eindigde ook de functie van dc van Commewijne voor Ingrid Karta-Bink. Hierop vroeg president Desi Bouterse (NDP) Pollack voor deze functie. Hij ging akkoord, in samenspraak met Gregory Rusland die inmiddels de NPS leidde. Hij legde daarbij zijn functies als landelijk secretaris en voorzitter van Commewijne neer. Hij was op dat moment 31 jaar lid van de NPS en voor Pollack ging hiermee een jarenlange wens in vervulling. Hij trad uiteindelijk in functie op 9 juni. In oktober 2014 gaf hij opdracht om tientallen autowrakken op de afvalberg van Ornamibo te storten.
Later, na zijn pensionering, betuigde hij dat hij tijdens zijn jaren als dc veel heeft kunnen bereiken voor de bevolking, ondanks het feit dat hij nooit lid van DNA kon zijn. Desondanks werd zijn keuze bij een deel van zijn partijleden in Commewijne slecht opgevat en kreeg hij te maken met een vijandige houding binnen zijn partij in zijn district. Ondanks dat hij lid van de NPS wilde blijven, stapte hij later alsnog over naar de NDP.
Ook na de verkiezingen van 2015 bleef hij tot 2017 aan als dc van Commewijne en tot zijn pensionering in 2019 van Paramaribo-Zuidwest, en rond 2015/2016 waarnemend in Marowijne. Sinds zijn pensionering zet hij zich in voor de NDP in Nieuw-Amsterdam en bereidde hij zich voor als kandidaat tijdens de verkiezingen van 2020. Hij verwierf echter geen zetel. In 2023 stapte hij over naar de Algemene Bevrijdings- en Ontwikkelingspartij (ABOP).